# PE (mått)
pE är ett logaritmiskt mått på elektronaktiviteten i en kemisk lösning (t.ex. markvätska). Höga pE-värden indikerar oxiderande förhållanden med god tillgång på syrgas och låg elektronaktivitet. Låga pE-värden indikerar reducerande förhållanden, med frånvaro av syrgas (syrgasbrist) och hög elektronaktivitet.
pE definieras som den negativa 10-logaritmen av elektronaktiviteten, det vill säga pE = −log10{e-} där {e−} är elektronaktiviteten. pE är matematiskt kopplat till elektrodpotentialen (EH) genom sambandet EH = 0,05916 * pE vid 298 K.

## Olika redoxförhållanden
Inom markkemin brukar man skilja på oxiska, suboxiska och anoxiska förhållanden. Vid oxiska förhållanden är pE över 7 och syrgas finns att tillgå för biokemiska reaktioner. Vid suboxiska förhållanden, pE 2–7, har syrgasen tagit slut. Vid anoxiska förhållanden är pE lägre än +2. Dessa gränsvärden gäller vid pH 7. Vid lägre pH-värden får pE-gränserna justeras uppåt och vid högre pH-värden får pE-gränserna justeras neråt. 
Ibland används bara uttrycken oxiderande förhållanden och reducerande förhållanden, där oxiderande förhållanden råder vid höga pE-värden och reducerade förhållanden råder vid låga pE-värden.

## pE-pH-diagram
Då nästan alla redox-reaktioner i markvätskan påverkas av (och påverkar) dess pH-värde, är det ofta lämpligt att göra ett så kallat pE-pH-diagram för relevanta grundämnen. I pE-pH-diagrammet framgår tydligt vilka kemiska former av till exempel järn, mangan eller svavel som dominerar vid en given kombination av pE och pH. Ofta avsätts pH på x-axeln och pE på y-axeln.

### Det matematiska sambandet mellan pE och pH
Om vi tänker oss den allmänna redox-reaktionen
mAox + nH+ + e- {\displaystyle \rightleftharpoons } pAred + qH2O
så blir jämviktskonstanten (K)
{\displaystyle K={\dfrac {\mathrm {A} _{\mathrm {red} }^{p}\{\mathrm {H} _{2}\mathrm {O} \}^{q}}{\{\mathrm {A} _{\mathrm {ox} }\}^{m}\{\mathrm {H} ^{+}\}^{n}\{\mathrm {e} ^{-}\}}}\approx {\dfrac {\{\mathrm {A} _{\mathrm {red} }\}^{p}}{\{\mathrm {A} _{\mathrm {ox} }\}^{m}\{\mathrm {H} ^{+}\}^{n}\{\mathrm {e} ^{-}\}}}}
då vattenaktiviteten {H2O} brukar kunna sättas till 1. Om uttrycket för K logaritmeras, får vi
log K = p*log {Ared} − m*log {Aox} − n* log {H+} − log {e−}
Då pH = −log {H+}  och pE = −log {e-}, får vi  
log K = p*log {Ared} − m*log (Aox) + n*pH + pE
varpå pE kan lösas ut
pE = log K + m*log {Aox} − p*log {Ared} − n*pH
Om både den reducerade formen (Ared) och den oxiderande formen (Aox) är vattenlösliga, inträffar jämviktsläget mellan de olika formerna när 
p*log {Ared} = m*log {Aox}
varpå sambandet mellan pE och pH kan förenklas till 
pE = log K − n*pH
Det är detta samband som ritas ut på pE-pH-diagrammet.

## Att mäta pE och pH i markvätskan
Både pE och pH mäts på liknande sätt, varför bägge mätningarna tas upp här.

### Att mäta pE
Om redoxreaktionen sker i en vattenlösning, kan pE mätas med hjälp av elektroder. Man nyttjar då sambandet mellan pE och elektrodpotentialen:
{\displaystyle E_{\mathrm {H} }={\dfrac {RT\ln 10}{F}}\mathrm {pE} \approx 0,05916\mathrm {pE} }
där
- EH = Elektrodpotential (V)
- R = Allmänna gaskonstanten (8,314 4 J/(K mol))
- T = Temperatur (298 K)
- F = Faradays konstant (96 486 C/mol)

Om man använder en ren platina-elektrod tillsammans med en kalomel-elektrod (kalomel = Hg2Cl2), så oxideras platinan, och kalomelen reduceras enligt följande halvreaktion:
1/2 Hg2Cl2(s) + e− {\displaystyle \leftrightharpoons } Cl−(aq) + Hg*(l)    (log K = 4,53).
Med tillämpning av termodynamikens lagar, kan man beräkna elektrodpotentialen mellan två elektroder kan genom formeln:
E = B + Ej + EH = B + Ej + 0,05916(pE)
där 
- B = en parameter som beror på log K. B är unik för varje kalomelelektrod.
- Ej = "vätskekopplingspotentialen" i en saltbrygga bestående av mättad lösning av kaliumklorid (som hindrar kloridjonerna från att diffundera ut från kalomel-elektroden). Ej beror på rådande jämviktsförhållanden i saltbryggan.

Det sammanlagda värdet av B + Ej fås genom kalibrering av elektroderna mot olika redox-buffertar med kända egenskaper, t.ex. en blandning av 0,1 M järn(II)sulfat + 0,1 M Fe(III)sulfat i en 1 M svavelsyra.

#### Praktiska problem med pE-mätning i markvätskan
Det finns ett flertal praktiska problem med att mäta pE-värdet i markvätskan:
1. Platinaelektroden svarar på flera halvreaktioner, utöver kalomel-elektroden.
2. Koncentrationen av många redoxämnen är för låg i markvätskan, för att kunna påverka platinaelektroden.
3. Vissa redoxämnen (t.ex. sådana ämnen som reducerar kol, kväve och svavel) är inte elektroaktiva.
4. Platinaelektroden kontamineras av oxider och andra föroreningar.
5. Ej i markvätskan skiljer sig rejält från Ej i redoxbufferten.

En pE-mätning ger bara ett kvalitativt mått på markens redoxpotential. Det uppmätta pE-värdet duger bara till att typkategorisera marken som oxisk, suboxisk eller anoxisk.

### pH-mätning
Om kalomelelektroden behålls oförändrad, medan man byter ut pE-mätarens platinaelektrod mot en glasmembranelektrod, får man en pH-mätare. Glasmembranet fungerar som en adsorbtionsyta för markvätskans protoner. Den pH-skillnad som finns mellan markvätska och glasmembranets innervätska skapar en mätbar elektrodpotential. Sambandet mellan pH och elektrodpotentialen ser ut på följande sätt:
{\displaystyle E=A+E_{j}-{\dfrac {RT}{F}}\ln\{\mathrm {H} ^{+}\}=A+E_{j}+0,05916\mathrm {pH} }
där 
- E = Elektrodpotential mellan två elektroder (V)
- A = en parameter som beror på log K. A är unik för varje kalomelelektrod.
- Ej = "vätskekopplingspotentialen" i en saltbrygga bestående av mättad lösning av kaliumklorid (som förhindrar kloridjonerna från att diffundera ut från kalomel-elektroden). Ej beror på det rådande steady state-förhållandet i saltbryggan.
- R = Allmänna gaskonstanten (8,3144 J/(K mol))
- T = Temperatur (298 K)
- F = Faradays konstant (96486 C/mol)
- {H+} = vätejons-aktiviteten

När det gäller proton-aktivitet, sker kalibreringen direkt mot buffertlösning med känt pH-värde. Därför mäts bara relativa pH-värden:
{\displaystyle \mathrm {pH} _{\mathrm {prov} }=\mathrm {pH} _{\mathrm {buffert} }+{\dfrac {E_{\mathrm {buffert} }-E_{\mathrm {prov} }}{0,05916}}}
där
- pHbuffert = pH-värdet i bufferten.
- pHprov = pH-värdet i det undersökta provet (markvätskan)
- Ebuffert = Elektrodpotentialen i bufferten (V)
- Eprov = Elektrodpotentialen i det undersökta provet (V)

#### Praktiska problem med pH-mätningar av markvätskan
Det principiella problemet med pH-mätningar i markvätskan är osäkerheten i vätskekopplingspotentialen (Ej). Då markvätskans innehåll skiljer sig radikalt från pH-buffertens innehåll, så kommer vätskekopplingspotentialen att förändras. Det är omöjligt att förutse hur stor skillnaden kan tänkas bli. Blir skillnaden alltför stor, så blir det uppmätta pH-värdet oanvändbart för att kunna karakterisera det kemiska tillståndet i marken. 